# Rock Feliho
Rock Feliho (* 13. August 1982 in Cotonou, Benin) ist ein ehemaliger französisch-kongolesischer Handballspieler.
Felhio spielte von 2007 bis 2010 in der Handball-Bundesliga bei HBW Balingen-Weilstetten. Zuvor stand er eine Saison beim Zweitligisten TSG Münster unter Vertrag. In der Saison 2007/2008 erzielte er für Balingen in 27 Bundesligaspielen 39 Tore. Im Sommer 2010 unterzeichnete er einen Vertrag beim französischen Erstligisten HBC Nantes. Im Sommer 2012 wechselt er zum Ligarivalen Fenix Toulouse Handball. Nachdem Toulouse in finanzielle Schwierigkeiten geraten war, kehrte Feliho im September 2012 nach Nantes zurück. Mit Nantes gewann er 2017 den französischen Pokal. Nach der Saison 2020/21 beendete Feliho seine Karriere.
Feliho nahm im Jahre 2012 mit der Nationalmannschaft der Demokratischen Republik Kongo an der Afrikameisterschaft teil.